# Eriopyga lathen
Eriopyga lathen là một loài bướm đêm trong họ Noctuidae.